# Eylül Elgalp
Eylül Elgalp (Seyhan (Adana), 9 de gener de 1991) és una jugadora de futbol turca. Actualment juga pel club de futbol femení Konak Belediyespor d'Esmirna. És centrecampista i també integrant de la selecció nacional femenina turca. El seu club Konak Belediyespor va acabar campió la temporada 2013-2014 de la Lliga turca femenina, sense perdre cap partit, on Eylül Elgalp va realitzar 8 gols.